# Aviostart
Aviostart (Bulgaars: Авиостарт) is een Bulgaarse luchtvaartmaatschappij met thuisbasis in Sofia.

## Geschiedenis
Aviostart werd opgericht in 1999.

## Vloot
De vloot van Aviostar bestond in januari 2007 uit:
- 2 Antonov AN-24RV